# Filón de Bizancio
Filón de Bizancio (en griego antiguo, Φίλων ὁ Βυζάντιος Phílōn ho Byzántios, ca. 280 a. C. - ca. 220 a. C.) fue un ingeniero del Sena, inventor y escritor griego cuyas obras trataron, entre otras cosas, sobre mecánica. Probablemente, Filón fue más joven que Ctesibio, aunque algunos lo sitúan un siglo antes. Creó un tintero en forma de octaedro que nunca se podía derramar (y que más tarde se llamaría «cardán», en honor a Gerolamo Cardano), antecesor del moderno giroscopio, que usaba por vez primera el principio de la suspensión cardana.

## Obras
Filón fue el autor de varios tratados, entre ellos una extensa obra: Μηχανικὴ Σύνταξις Mechanikḗ sýntaxis (Compendio de mecánica).

### Μηχανικὴ Σύνταξις
El Compendio de mecánica se compone de :
- Isagogḗ (εἰσαγωγή) — una introducción a las matemáticas.
- Mochlica (μοχλικά) — sobre mecánica general.
- Limenopoeica (λιμενοποιικά) — sobre la construcción de puertos.
- Belopoeica — sobre artillería.
- Pneumatica — sobre dispositivos que funcionan por presión del aire o del agua.
- Automatiopoeica — sobre juguetes mecánicos y diversiones.
- Poliorcetica.
- Peri epistolon — incluye cartas desconocidas.

Las secciones militares Belopoeica y Poliorcetica se conservan en griego (en ellas se describen proyectiles, la construcción de fortalezas, los ataques y las defensas, etc.), así como los fragmentos de Isagoge y Automatiopoeica.
De otra parte de la obra, sobre motores neumáticos, se conserva la traducción latina (De ingeniis spiritualibus) realizada a partir de una versión en árabe. 
La recta de Filón, una construcción geométrica que se puede utilizar para la duplicación del cubo, se atribuye a Filón. 
El tratado Περὶ τῶν ἑπτὰ θεαμάτων (Siete maravillas del mundo) es atribuido erróneamente a Filón; probablemente pertenece al siglo IV d. C.
Filón de Bizancio también describió en numerosos escritos el hydraulis de Ctesibio, un tipo de órgano que funcionaba por la presión del agua.

## Dispositivos
Según investigaciones recientes, una sección de la Neumática de Filón incluye la primera descripción del molino de agua de la historia, situando su invención a mediados siglo III a. C., por los griegos. En palabras de Gille «mediante una serie de experimentos estableció nociones, como la compresibilidad del aire, el equilibrio de los líquidos contenidos en vasos comunicantes o el principio del sifón».